# Jim Garrison
James Carothers Garrison, nato Earling Carothers Garrison, detto Jim (Denison, 20 novembre 1921 – New Orleans, 21 ottobre 1992), è stato un avvocato statunitense.
È noto per aver condotto come procuratore distrettuale l'inchiesta sull'assassinio del presidente John Fitzgerald Kennedy nell'unico processo intentato.

## Biografia
Nato a Denison, nell'Iowa, seguì la famiglia a New Orleans, dove restò con la madre dopo il divorzio dei genitori, Earling R. Garrison e Jane Anne Robinson. Prestò servizio nella United States National Guard durante la seconda guerra mondiale e nel 1949 si laureò in legge alla Tulane University. Cambiò il suo primo nome in Jim nei primi anni sessanta. Attivo nei ranghi del FBI per circa due anni, tornò a lavorare per la National Guard, ma dopo quindici anni fu costretto alle dimissioni a causa di disturbi della personalità provocati, a quanto pare, da episodi vissuti durante la seconda guerra mondiale. Tra il 1966 e il 1973 condusse l'inchiesta sull'assassinio del presidente John Fitzgerald Kennedy, inchiesta che sfociò nel processo del 1967 contro Clay Shaw, membro della Permindex e fondatore del Centro Internazionale di Commercio, nel cui corso Garrison cercò di dimostrare sia l'esistenza di una cospirazione dietro al delitto risultante in un colpo di Stato, sia che le conclusioni della commissione Warren erano errate.

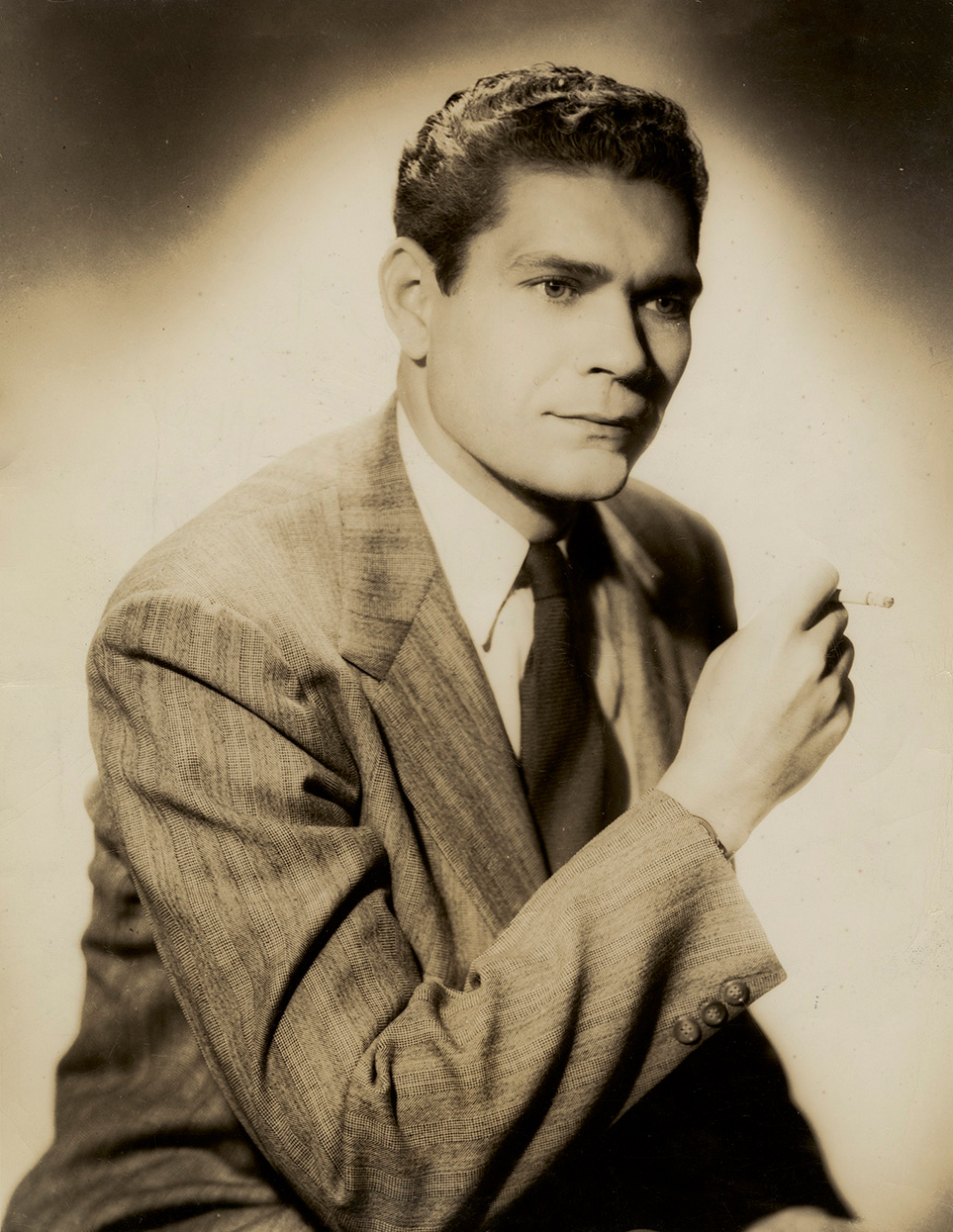
Clay Shaw

Garrison sosteneva che Shaw fosse in realtà Clay Bertrand, un personaggio noto nella comunità gay locale (dove sarebbe stato, secondo lui, organizzato il delitto), nonché un importante membro della CIA, oltre che colui che aveva cercato un avvocato per Lee Oswald. Il procuratore Garrison rinviò a giudizio Shaw per il reato di cospirazione e omicidio, accusandolo di aver voluto eliminare Kennedy per conto della CIA, che lo aveva da tempo reclutato, e degli anticastristi delusi che frequentava abitualmente. Secondo il procuratore la decisione di uccidere Kennedy sarebbe stata decisa in una riunione di gay e anticastristi e contemporaneamente da alti militari e politici parte del complesso militare-industriale, avallata da Lyndon B. Johnson, e aveva l'obiettivo di intensificare la lotta al comunismo proseguendo la guerra in Vietnam e organizzando una nuova invasione di Cuba dopo il fallito sbarco alla baia dei porci.
Oswald sarebbe stato un agente dello spionaggio militare di basso livello, reclutato come capro espiatorio, e Jack Ruby un membro attivo del gruppo, mentre Shaw, anello di collegamento tra Washington e New Orleans, sarebbe stato l'organizzatore del delitto assieme all'ex militare David Ferrie (ex superiore del killer  Oswald, cacciato dai Marines per omosessualità)e al detective privato ed ex FBI Guy Banister (personaggio coinvolto in attività anticomuniste fuori e dentro gli USA), e in quanto agente di alto livello avrebbe reclutato la squadra di sicari tra i frequentatori cubani e di estrema destra dell'agenzia di Banister (molti di loro erano forse paramilitari legati all'Operazione Mangusta sotto l'egida del generale Edward Lansdale). Secondo Garrison, basandosi sul filmato di Abraham Zapruder, furono sparati 6 colpi in sequenza di quattro spari contro Kennedy dal deposito di libri dove lavorava Oswald, dal Dal Tex Building e l'ultimo dalla collinetta erbosa di Dealey Plaza (il primo a vuoto, il secondo e il terzo alla gola e alla schiena, il quarto ferì il Governatore Connally, il quinto a vuoto ferendo un passante, e il sesto mortale alla tempia sparato quasi frontale). Tuttavia non riuscì a dimostrare questa teoria.
Garrison sapeva che Shaw rischiava principalmente l'accusa di cospirazione (non l'accusa di omicidio di primo grado come mandante), e la condanna a 10 anni, per cui cercò di accordarsi con lui (e con Ferrie prima della sua morte avvenuta nel 1967): se si fosse dichiarato colpevole e avesse collaborato la pena sarebbe stata notevolmente ridotta o avrebbe ottenuto perfino l'immunità, ma solo se avesse testimoniato contro uno dei presunti sicari, l'unico che Garrison sarebbe riuscito a identificare pur non avendo prove, un certo Manuel García Gonzalez, esule cubano anticomunista residente a Miami; Shaw rifiutò e si dichiarò innocente. I suoi avvocati dichiararono che la sua dichiarazione, resa nel verbale d'arresto, di aver utilizzato lo pseudonimo di Clay Bertrand, sarebbe stata falsificata e fu dichiarata pertanto inutilizzabile nel processo in quanto avvenuta senza la presenza di un legale. Parte dell'accusa si basa anche su articoli del quotidiano italiano Paese Sera in cui si accusava la Permindex di legami con la CIA e con i tentativi di rovesciare o uccidere de Gaulle nel 1961 e nel 1962.
Clay Shaw venne assolto in meno di un'ora, dopo che Garrison aveva chiamato a testimoniare, tra gli altri, uno squilibrato di Dallas che prendeva le impronte dei figli nel timore che li avessero "sostituiti", alcuni prostituti gay, l'assicuratore Perry Russo e un ex internato in manicomio che sosteneva di chiamarsi Giulio Cesare. Shaw nel 1971 decise di fare causa allo stesso Garrison, ma sarebbe morto di tumore prima dell'inizio del processo. Si è sostenuto che la vera causa dell'inchiesta di Garrison fosse una presunta omofobia dello stesso Garrison e, se pure alcuni, come il saggista James DiEugenio, si siano prodigati per dimostrare infondata l'accusa, la possibilità appare tutt'altro che remota. Garrison definì infatti gli omosessuali come "invertiti", "anormali" e "depravati" e impostò parte dell'accusa sul dipingere Shaw come pervertito violento facendo riferimento a oggetti sessuali ritrovati durante una perquisizione.
Il giornalista texano Hugh Aynesworth, testimone oculare dei fatti di Dealey Plaza e noto come "una delle più rispettate autorità sull'assassinio di John F. Kennedy", dopo essere stato contattato direttamente da Garrison per essere affiancato nell'inchiesta, ebbe a definirlo "completamente paranoico".
Nel 1967, dalle colonne di Newsweek, Aynesworth commentò in questi termini le risultanze delle indagini di Garrison: "Jim Garrison ha ragione. C'è stata una cospirazione a New Orleans, ma è una cospirazione che Garrison ha fatto da sé", producendo le prove di come Garrison avesse anche tentato di corrompere un testimone, perché dichiarasse che esistevano legami tra David Ferrie e Clay Shaw. Parte della stampa nazionale si oppose a Garrison anche con diffamazioni e calunnie, ad esempio associandolo alla mafia.
Rispetto alla teoria dei killer multipli, a ogni modo, anche a seguito del clamore mediatico suscitato dall'inchiesta, venne istituita una nuova Commissione, la HSCA, che ammise nel proprio rapporto che il Presidente Kennedy era stato sì ucciso da Oswald, ma quale atto conclusivo di una cospirazione, a differenza di quanto indicato dalla Commissione Warren, secondo la quale Oswald era l'unico colpevole, e affermò la possibile presenza di un secondo killer dalla collinetta, che tuttavia sparò a vuoto, per un totale di quattro spari.
La United States House Select Committee on Assassinations affermò di essere "incline a credere che Oswald si trovasse a Clinton (Louisiana), tra l'agosto e il settembre del 1963", e che testimoni avevano "stabilito una connessione di non specificata natura tra Ferrie, Shaw e Oswald meno di tre mesi prima dell'omicidio di Kennedy".
Negli anni successivi al processo Garrison scrisse il libro On the Trail of the Assassins, in cui sostenne ancora che Clay Shaw era in realtà un agente della CIA, sebbene Shaw negasse recisamente. Nel 1979 Richard Helms, già direttore della CIA, testimoniò sotto giuramento che Clay Shaw, ormai deceduto, era stato per un periodo di tempo al servizio di una sezione della CIA, ma come informatore.
Garrison morì nel 1992.
Nel 1996 l'agenzia confermò che Shaw era stato reclutato come agente di quinto livello (Five Agency Clearance) nel 1949. Sembra che Shaw fosse stato, in effetti, un informatore della CIA per il Sudamerica, come altri imprenditori statunitensi che viaggiavano per lavoro e fornivano rapporti sulla situazione dei paesi che visitavano, ma non aveva un incarico di tale importanza (come sosteneva Garrison) da poter organizzare o essere al centro di un complotto per l'omicidio del Presidente, di cui si era inoltre dichiarato pubblicamente ammiratore (Shaw era anche registrato come elettore democratico).
A partire dagli anni duemila, conferme a Garrison riguardo ai rapporti di Shaw con i servizi segreti giungono attraverso il lavoro del ricercatore canadese Maurice Philipps, grazie all'accesso da lui ottenuto ai documenti privati consegnati come lascito testamentario da Louis Bloomfield, fondatore della Permindex, all'Archivio di Stato del Canada. Il ricercatore Michele Metta ha invece legato, tramite documenti societari della Permindex-CMC, il nome di Shaw a elementi della CIA coinvolti anche in colpi di Stato e nella strategia della tensione in Italia. Tuttavia non è stato 
mai dimostrato il coinvolgimento di Shaw in un eventuale complotto contro Kennedy organizzato a New Orleans.

## Nei media
All'opera e alla figura del procuratore Garrison è dedicato il film JFK - Un caso ancora aperto di Oliver Stone (1991), tratto dal libro JFK Sulle tracce degli assassini, scritto dallo stesso Garrison. Nel film, in cui il suo ruolo è interpretato dall'attore Kevin Costner, Garrison appare in un cameo, impersonando Earl Warren, presidente della Corte Suprema degli Stati Uniti e dell'omonima Commissione Warren, da lui duramente attaccata durante le sue indagini.

## Opere
- Jim Garrison, JFK Sulle tracce degli assassini, traduzione di Claudio Mussolini, Sperling & Kupfer, 1992.

## Filmografia
- The Big Easy - Brivido seducente (1986), regia di Jim McBride
- JFK - Un caso ancora aperto (1991), regia di Oliver Stone.